# Al-Azhar-moskee

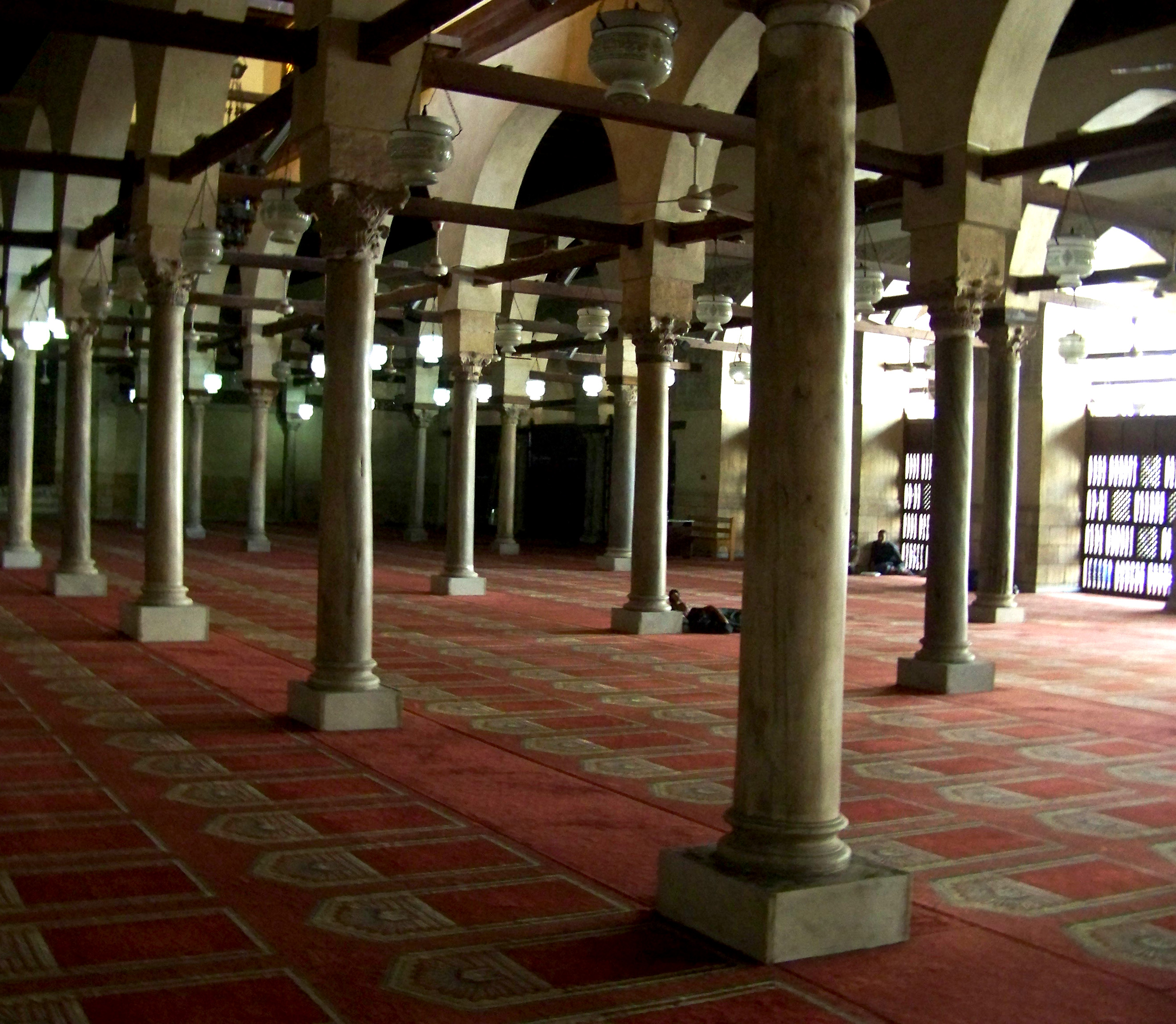
Interieur van de moskee

De Al-Azhar-moskee ('de moskee van de meest glansrijke') is onderdeel van een van de meest eerbiedwaardige instituten van Caïro. Het is een onderdeel van de Al-Azhar-universiteit. 

## Geschiedenis
De moskee werd gebouwd door isma'ilieten, een sjiitische stroming binnen de islam die in het begin van de tiende eeuw het Kalifaat van de Fatimiden stichtten in wat nu Tunesië is. De moskee werd ontworpen door de Fatimistische generaal Jawhar El-Sequili (Gawhara Qunqubay, Gawhar al-Sakkaly) en in opdracht van kalief Muezz Li-Din Allah. De reden van de stichting in 971 was het eren van Fatima Zahra, een van de vier dochters van de profeet Mohammed. Deze stichting viel ongeveer samen met de stichting van Caïro in 969.
Hoewel de Fatimiden de macht 200 jaar later aan Saladin en Ajjoebiden kwijtraakten, bleven hun moskee en universiteit essentieel voor het religieuze en politieke leven in Egypte. Door wisseling van macht volgt de moskee de soennitische stroming, wat nog steeds het geval is. Tegenwoordig is de sjeik van Al-Azhar de hoogste religieuze autoriteit van het land en de universiteit het eerbiedwaardigste onderwijscentrum in de soennitisch-islamitische wereld. De universiteit is nu gevestigd op diverse moderne campussen door het gehele land en geeft nog steeds gratis onderwijs en inwoning aan moslimstudenten uit de hele wereld en heeft ook een aparte faculteit voor vrouwen.

## Architectuur
Er is in de loop der tijd veel aan de moskee veranderd, waardoor er momenteel vele stijlen uit verschillende perioden in het bouwwerk zijn terug te vinden. Helaas betekent dit ook dat er weinig van de originele moskee is overgebleven. Een groot deel is gerenoveerd door Abdarrahman Khesheda. De moskee heeft vijf kleine minaretten met gedetailleerde gravures en smalle balkons halverwege. Er zijn zes ingangen, de hoofdingang is Bab el-Muzayini (De Poort van de Barbiers), deze heeft een dubbele boog en dateert uit het midden van de 18e eeuw. Vroeger werden de studenten in deze poort kaalgeschoren en tegenwoordig is het de toegangspoort die leidt naar een binnenplaats tussen twee madrasa's. Deze scholen dateren uit het begin van de 14e eeuw. De madrasa aan de linkerkant dateert uit 1340 en werd gebruikt als bibliotheek. De madrasa aan de rechterkant is gebouwd in 1310 en bevat een zeer gedetailleerde mihrab. In het midden van de moskee ligt de binnenhof, die teruggaat tot de tijd van de Fatimiden. Deze grote binnenplaats is omringd door portico's ondersteund door ruim driehonderd marmeren zuilen. Aan het noordelijke uiteinde is de tombe van Jawhar El-Sequili te vinden. 